# 朱槿
朱槿是一种属于锦葵科木槿属的常绿灌木或小喬木，又称赤槿、日及、佛桑、烈红花、紅扶桑、紅木槿、桑槿、火紅花、照殿紅、宋槿、二紅花、花上花、土红花、假牡丹、燈籃仔花，因原产于中国南部，歐洲各語系依循其拉丁學名皆稱朱槿為中國薔薇（英文：Rose of China、China rose）。由于早期花色大多为红色，中国岭南一带将之称为大红花。
其种加词“sinensis”意为“中华的”。
红色的朱槿也是马来西亚国花，馬來語稱為「大花」（Bunga Raya），當地華人則称之为「大红花」。在閩南語中，稱之為「燈仔花」（Teng-á-hoe），客家語稱為大紅花。
歐洲是五大洲裏唯一沒有發現任何原生種朱槿的地塊，所以歐洲人在十七世紀航海時代，初次接觸到這款從未見過的植物，很自然從其外觀複瓣的花型酷似薔薇予以命名，也能得知最早流傳歐洲的中國朱槿是一批複瓣的（單瓣的稍後才輸入），這個就是朱槿今日的學名隱含有中國薔薇（rosa-sinensis）之原因，sinensis在拉丁文是秦（中國）的意思。
朱槿在古代就是一种受欢迎的观赏植物，原产地中国在西元304年西晋时期的一本著作《南方草木狀》中就已出现朱槿的记载。過去民間流傳的閩南語有：「大紅花毋知䆀，圓仔花䆀毋知。」，其中大紅花就是紅色品種的傳統朱槿。现今大批新種雜交的觀賞朱槿（Ornamental Hibiscus）在全世界廣受歡迎，到了1980年澳洲朱槿協會的理事長吉姆·何維（Jim Howie）出版了一本《朱槿－花之后》（HIBISCUS－Queen of the Flowers），自此大家普遍推崇此新種朱槿為「熱帶女王花」。在热带及亚热带地区多有廣泛种植，而在溫帶的美歐地區對朱槿熱愛不減。為怕露地栽培下雪會因低溫凍死，就只能種植在盆子裏，便於在冬季下雪前搬入室內溫室或車庫避寒，到底它還是熱帶植物，不像木槿那般的耐寒。

## 特征
可高达6米，栽种于花园庭院中的一般被人修剪至1米多高左右。朱槿茎直而多分枝，叶綠色，互生，叶形为阔卵形至狭卵形，与桑叶相似，叶缘有粗锯齿或缺刻。花体积大，花柄有下垂或直上二种，花单生于上部叶腋间，花的特色为有一长花絲筒于花中心长出，花色有多種顏色呈現，花期全年，夏秋最盛。

### 花
古時廣植於華南地區的朱槿花色以红者居多，後來能發現的其他颜色也不夠多，現在頗多顏色繁複的新品種朱槿，是十九世紀以後，許多由中國輸出再與印度洋及太平洋一些島嶼不同顏色的原生種朱槿雜交改良出来的，其花色與花型皆有很大的改變，在歷經大規模的雜交後，初期的花色大致可歸類為紅、橘、黃、白、淡紫（Lavender）及棕等六大基本顏色。再者，依據國際園藝科學學會（ISHS）所屬的國際品種註冊機構（ICRA）授權請國際朱槿學會（International Hibiscus Society，IHS）專責為全世界的朱槿品種辦理註冊命名，ICRA命名朱槿品種註冊登錄單的花色分類除前述六大基本顏色外，1980年澳大利亞朱槿協會（1967設立）受ICRA委託專責登錄命名朱槿的新品種，它的花色分類除紅、白、黃、橘、淡紫及粉紅等六大基本顏色外，另外再增列藍、棕、灰、綠及紫等五種顏色，合計有11種顏色，ICRA的登錄註冊申請表就是按前述的11種顏色分類接受註冊。此外，發展觀賞朱槿比澳大利亞朱槿協會要早十幾年的美國朱槿協會（1950設立），它受理朱槿品種註冊分類的顏色比ICRA更細更多一些，總計分成紅、粉紅、褐紫紅（Maroon）、紫、淡紫（Lavender-Violet-Mauve）、藍、綠、金黃（Yellow-Gold）、橙桃（Orange-Peach）、棕褐（Brown-Tan-Taupe）、銀灰（Silver-Gray）及白等12種顏色。除以上分類繁多的花色，單朵的花色又再有單色、雙色及一花多色等呈現方式。例如Hibiscus rosa-sinensis Amethyst Heart這款新品種的觀賞朱槿其花色有如調色盤彩繪出來一般，達到無法想像的五顏六色。
朱槿終年開花，夏秋最盛。傳統的单朵花通常开一天后就凋谢，與木槿一樣是典型的朝開暮墜花，現在有許多改良的雜交品种可开两天，甚至達三到四天以上的也有，通常涼爽的天氣20度氣溫左右花期會較長，不過超過兩天者花色會漸退，花形也漸殘，不若初開綻放時鮮艷。
朱槿花為單生，多生于上部叶腋间，花瓣有单瓣、複瓣之分，单瓣品种共有五片花瓣。有些改良品种的花成双生。
有些朱槿花絲筒上长有花瓣，主要是因為部分的雄蕊瓣化（stamen petaloid）成花瓣狀，此花型於ICRA註冊的分類歸於冠羽型單瓣（Crested single），其外觀看起來好像花的上面又有一簇花，所以朱槿古名又有花上花之别名。

### 叶
叶有叶柄，叶形为阔卵形至狭卵形，与桑叶相似，先端突尖或渐尖，叶缘有粗锯齿或缺刻，长约7～10厘米，具3主脉，成熟的叶子濃綠色、有光澤。由于朱槿的葉形像桑葉，所以有扶桑之名。

### 茎
茎多分枝，嫩枝上披有柔毛（pubescent），成熟的时候无毛，葉片的反面有時也有軟毛，花卉細看都會有軟毛，尤其花柱端為沾黏花粉微細軟毛特發達。

## 生长条件
土質以肥沃之壤土及砂質壤土最适合，土壤需排水良好。日照很重要，蔭蔽会令朱槿開花不良，性喜高溫，22-30℃最理想。

## 中文名称

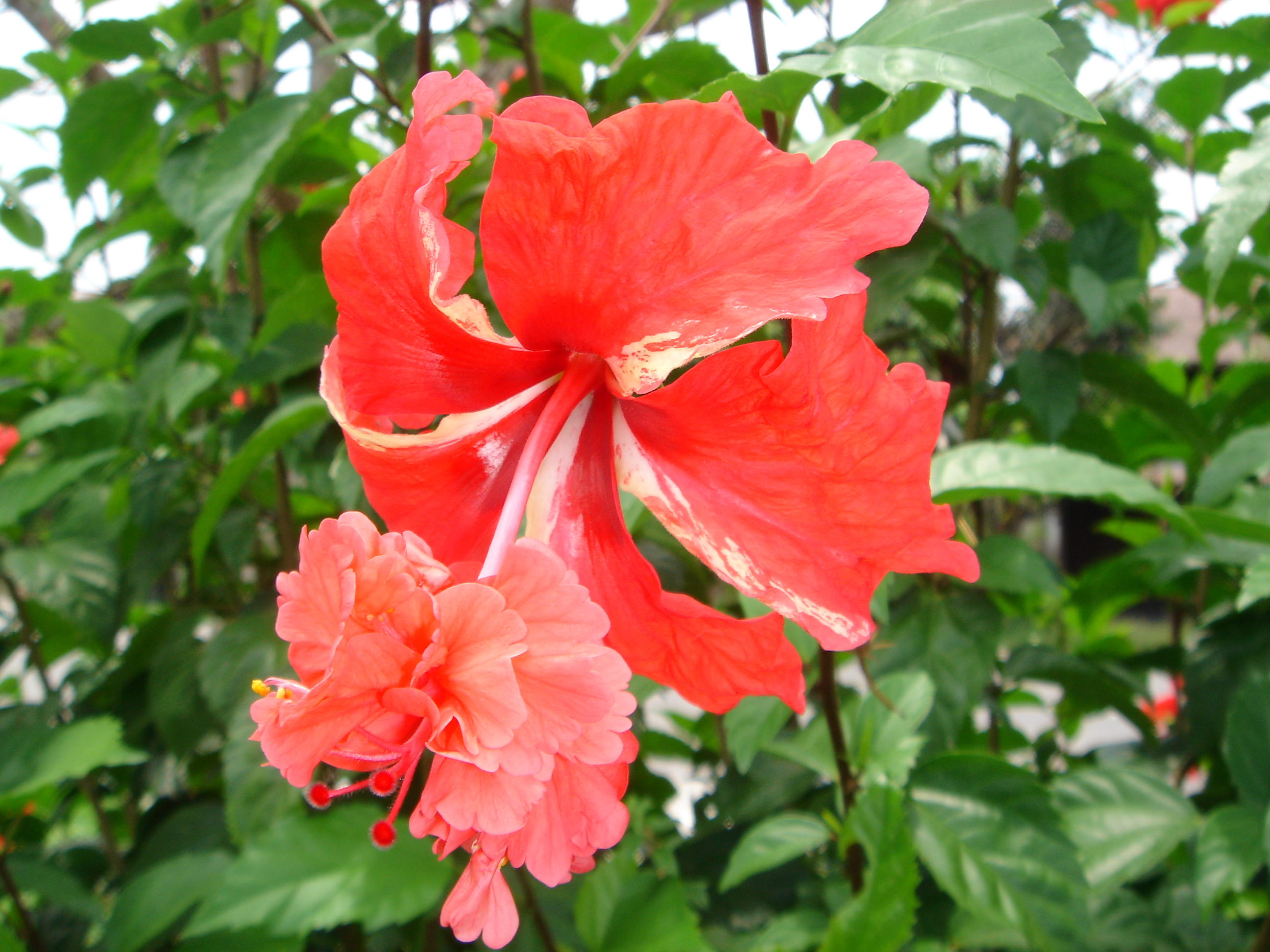
这种在花丝管上有花瓣的朱槿，就是雄蕊瓣化（stamen petaloid）成花瓣狀，花型分類屬於冠羽型單瓣（Crested single）,它是Hibiscus archerii單瓣紅花的變種，英文名為El Capitilio，中文名為紅塔朱槿，它的再變種就是常見淺黃色的金塔朱槿（El Capitiolo Sport）了，這種雄蕊瓣化的花型在中国古代以重台朱槿及花上花等名称之。

朱槿是现代称此类植物的中文名，而在中国古代，只有开红色花者才叫朱槿，此名最早出现于西晉嵇含所著的《南方草木狀》中、明代李时珍所著的《本草纲目》、清初屈大均所著的《广东新语》也出现此名。歷年中文名稱尚有：
- 赤槿：最早出现于西晉嵇含所著的《南方草木狀》中。
- 日及：最早出现于西晉嵇含所著的《南方草木狀》中，明代李时珍所著的《本草纲目》也有引用，认为有日及之名是因为“东海日出处有扶桑树，此花光艳照日....”而来。
- 桑槿：唐代著作《酉阳杂俎·續集卷九·支植上》中有文“...重台朱槿，似桑，南中呼為桑槿。”
- 佛桑：唐代劉恂所著，記錄嶺南風物的《嶺表錄異》及晚清屈大均所著的《廣東新語》中出现此名。
- 扶桑：明代李时珍所著的《本草纲目》開始使用此名字，清代李調元所著的《南越筆記》、清初屈大均所著的《廣東新語》也都跟隨李時珍使用扶桑這個名字。
- 福桑：清初屈大均所著的《廣東新語》中以认为佛桑又“一名福桑，又一名扶桑。”
- 花上花：清代李調元所著的《南越筆記》中，有文“佛桑一名花上花。花上复花，重台也。即扶桑。”文中认为佛桑是指一种花上有花的朱槿品种
- 大红花：晚清欧洲人衛三畏。廉士甫所著的一本汉英词典《漢英韻府》有用此名。而大红花也是中国岭南一带对朱槿的俗称。马来西亚华人称其国花，一种红色朱槿为大红花。
- 土红花：成书年代及作者不详的《陆川本草》有用此名。

## 朱槿常被称作“木槿花”的原因
原屬於木槿屬（Hibiscus）的朱槿，在人工栽培下与其他同属物种雜交形成品式繁多的雜交種。現在國際園藝科學學會委託國際朱槿協會受理註冊命名的就已高達18,382種，而沒有註冊命名（unnamed）及不知名（unknown）的朱槿杂交品種更遠遠超過這個數量，且不斷的繼續推出新品種中。因此，一般人較常有機會接觸，其曝光度也相對較為強勢，不會再細究其學名究竟與其他木槿屬的植物有何區別，今日外语遂普遍以「Hibiscus」一字做为朱槿俗名简称，中文在翻译时也就常常直接以「木槿花」称呼朱槿了。
國際朱槿協會指出许多被称为“朱槿品种”的花卉，其实是木槿屬下的Lilibiscus節中基因相近物種之間的雜交種。比如H. schizopetalus，H. liliiborus，H. genevii，H. arnottianus，H. storckii，H. kokio，H. denisonii及H. boryanus。

## 朱槿雜交育種的歷史

### 戴懷爾博士是現代觀賞朱槿育種的開基祖
歐洲在十七世紀航海探險時代，博物學家從各地採摘奇花異草大量引進回歐陸栽種。在採摘這些原產於中國華南地區的朱槿傳遞回歐洲的過程，斯時蘇彝士運河尚未闢建帆船需繞道好望角，因而運送經過南印度洋的傳遞中繼站模里西斯島。1820年當時在英屬模里西斯殖民地工作的查理斯·戴懷爾(Charles Telfair, 1778–1833/07/14)博士，首度嘗試將當地原生的百合朱槿（Hibiscus liliiflorus）與甫傳入的中國朱槿（Hibiscus rosa-sinensis）進行雜交（就是將雄蕊的花藥塗在另一品種雌蕊的花柱上）。這兩種朱槿的基因彼此相容，因此成功的跨品種培育出新品種的朱槿，開啟現代觀賞朱槿雜交育種的先河。

### 賈斯特朱槿長征探險
為探索散佈全球各地的朱槿，美國的羅斯·賈斯特（Ross H. Gast）先生應加州洛杉磯郡植物園的邀請，協助開發耐寒冷的朱槿品種於加州推廣種植，因而獲得贊助研究旅費自1963年底開始前後三趟的採集新舊朱槿品種之旅，足跡遍及太平洋諸島、紐西蘭、澳大利亞、馬來西亞、印度洋諸島、印度、斯里蘭卡、南非、埃及及地中海等區域。他係利用個人每年底的休假才會橫跨四年（1963年10月20日至1967年12月16日，實際累計約268天），進行「賈斯特朱槿長征探險」。他沿途採集的朱槿種子及枝條，陸續郵寄回到洛杉磯郡植物園給其助理喬·史坦尼福特（Joe Staniford），讓他安排在該植物園位於亞凱迪亞市朱槿園區先行栽植，並嘗試進行雜交培育新品種朱槿。這個計畫對今日雜交的觀賞性朱槿其基因多樣性有很關鍵的貢獻。他先後鑑定出下列幾個朱槿原生品種與中國朱槿（Hibiscus rosa-sinensis）的基因彼此相容，可以雜交培育出新品種的朱槿：

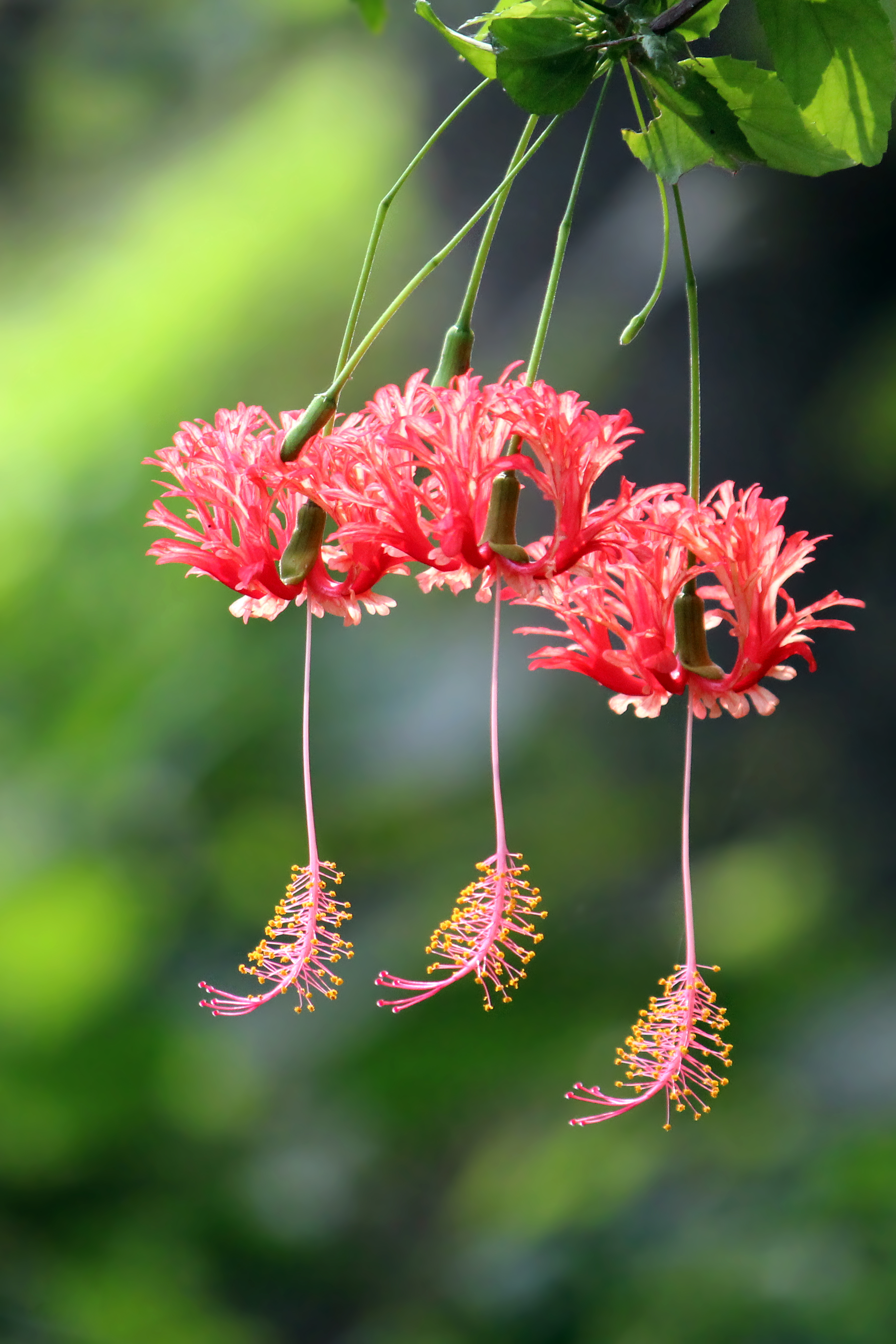
裂瓣朱槿

1. Hibiscus schizopetalus（裂瓣朱槿）源自東非洲肯亞、索馬利亞海岸
2. Hibiscus liliiflorus（百合朱槿）源自模里西斯
3. Hibiscus fragilis和Hibiscus boryanus 源自留尼旺島
4. Hibiscus arnottianus和Hibiscus kokio 源自夏威夷
5. Hibiscus storckii 源自斐濟
6. Hibiscus denisonii – 源自斐濟

除以上這些品種以外，全球各地仍有一些類似原生品種朱槿與中國朱槿的基因相容，所雜交的新品種也可以一輪又一輪的再度混合雜交，因彼此之間的染色體不儘相同，遂造就今日多彩且多變的觀賞朱槿風貌。

## 朱槿的用途

### 觀賞
朱槿最早成長於野外，因為它鮮豔的花色與櫬托的綠葉，深深吸引觀察者，開始被人類引進種植在庭院及牆角下，乃著眼於它的觀賞價值。

### 圍籬
人類栽種朱槿發現它生長非常茂盛，可以密植作為綠籬，是很理想的圍籬植物，乃衍生朱槿的另一功能“圍籬”，這是朱槿做為觀賞外的另一個功能，宋朝詩人陸壑的《朱槿花》：「壁槿扶疎當縛籬，山深不用掩山扉。客來踏破松梢月，鶴向主人頭上飛。」，這首七言絕句最能說明朱槿在八百年前已普遍作為籬笆的功能。

### 食用
朱槿的叶有营养价值，在欧美，其嫩叶有时候被当成菠菜的代替品。而朱槿花也有被制成腌菜，以及用于染色蜜饯和其他食物。根部也可食用，但因为纤维多且带粘液，较少人食用。
西元869年唐朝段公路編撰《北戶錄》一書，其中〈紅梅〉篇敘述：「嶺南之梅，小於江左，居人采之，雜以朱槿花，和鹽曝之，梅為槿花所染，其色可愛。又有選大梅，刻鏤瓶罐結帶之類，取棹汁漬之，亦甚甘脆。」這是最早記載朱槿用于染色蜜饯和其他食物的文獻，描述古人的智慧，會採用不同顏色的朱槿花做為天然染色劑，製成我們以前在柑仔店買的紅黃等色的梅及橄欖之蜜饯。

### 茎皮纤维可制造纺织品
朱槿的茎皮纤维可搓绳索、织麻袋、造粗布、网及纸张等。

### 中医药用
《本草纲目》对朱槿的介绍不多，只认为朱槿“甘，平，无毒。”，而主治方面只有“痈疽腮肿，取叶或花，同白芙蓉叶、牛旁叶、白蜜研膏傅之，即散。”

其实朱槿的花，葉，茎，根都可药用，中医主要使用根部。
叶、茎及根可四季采收，花季采花。采后去泥土杂质，晒干备用（茎及根切片），或用鲜品。用于调经、腮腺炎或关节炎则酒炒应用。通常作汤剂或炖剂。外用则以鲜花或叶捣烂敷患部。

#### 花
朱槿的花在花季时采，采后去泥土等杂质，可晒干备用或用鲜品，通常作汤剂或炖剂。外用可以鲜花捣烂敷患部。
朱槿的花含棉花素、槲皮苷、山奈醇、醋类、矢车菊葡萄糖苷、秸液质、维生素。
在中医而言，朱槿的花性味甘寒，有凉血、解毒、利尿、消肿、清肺、化痰等功效，适用于急性结膜炎、尿路感染、鼻血、月经不调、肺热咳嗽、腮腺炎、乳腺炎、等病症。

#### 叶及茎
朱槿的叶及茎四季可采，采后去泥土等杂质，可晒干备用或用鲜品，茎需切片，外用则以鲜叶捣烂敷患部。
朱槿的叶及茎含萨壳固醇、蒲公英甾醇、乙酸酯类及酶等。
朱槿的叶主要用于治理皮肤生疮。

#### 根
朱槿的根四季可采，采后去泥土等杂质，可晒干备用，根需切片。
朱槿的根含支鞣质，功效与花类似，是中医主要的药用部分。

## 社会、文化

### 国家、区域象征

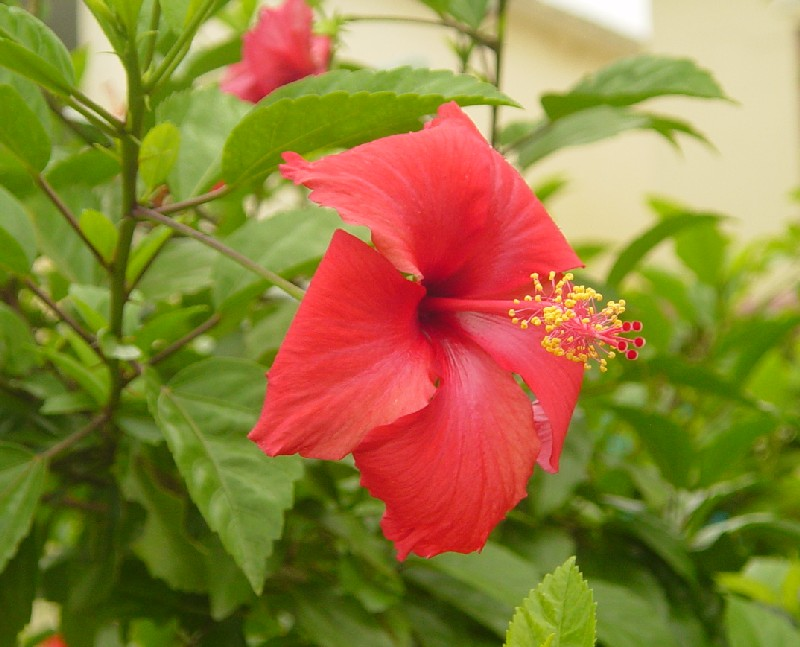
大红花（Bunga Raya）

- 马来西亚国花[7]：大红花于1960年7月28日正式成为马来西亚的国花。1963年9月16日，包括新加坡、北婆羅洲（后改稱沙巴）及砂拉越在内的马来西亚成立，国花仍然是大红花。大红花意义是红色代表勇敢，强大的生命力与快速的繁衍能力，象征了马来西亚国家与国民生生不息地茁壮成长。五个花瓣代表马来西亚的“國家原則”（马来文：Rukun Negara），即“信奉上蒼、忠於君國，維護憲法、尊崇法治、培養德行”。马来西亚的令吉，无论是纸钞或硬币上都印有大红花的图案。
- 美利堅合眾國夏威夷州花[7]：1820年戴懷爾（Charles Telfair）博士於英屬模里西斯島，突破朱槿雜交育種技術後，他的技術廣為流傳在印度洋沿岸的印度及錫蘭等區域，新品種不斷釋出，該技術並進一步傳播到夏威夷，在1900－1911年間，大規模的朱槿雜交育種活動在夏威夷盛行，夏威夷人自1920年起開始採用各種新培育的朱槿（Hibiscus rosa-sinensis）為其州花，當時沒有限定顏色，只是以紅色朱槿居多，一直到1988年夏威夷州政府正式立法採用當地黃色的原生物种——夏威夷木槿（Hibiscus brackenridgei）為其官方的州花，當地人又稱“Pua aloalo”，此原生種與過去普遍觀賞的紅色朱槿是迥然不同的独立物种，這大概也是一種強調本土化的表現。
- 台灣高雄县县花[7]：1977年，中华民国台湾省政府提倡「一縣一花」運動，朱槿被选为高雄县的县花。当选的原因为朱槿在山地沙礫中也會開花，而三山地區，即高雄县的鳳山、岡山及旗山幾乎都可见到朱槿。被认为可以代表數百年來，到三山地區落地生根的先人。
- 中華人民共和國廣西南宁市市花[7]：1986年12月，广西壮族自治区南宁市第八届人大常委会第七次会议确定朱槿为该市市花。此后朱槿以地栽、盆栽，及作为花篱的形式在南宁广为种植。于2002年，南宁市有朱槿17万多株、16个品种，常见品种有：大红花、粉喇叭、泰国黄、假牡丹、大红朱槿、黑牡丹、黄朱槿、吊钟、拱手花等。
- 中華人民共和國廣東茂名市市花[7]
- 佛州旁塔哥達及維諾海灘的市花：大批夏威夷的新種朱槿輸入美國本土後，陽光帶的佛羅里達州最適合栽植，這裏漸成培育朱槿新品種的基地，1950年美國朱槿協會（American Hibiscus Society）也正式在佛州成立，該協會定期出版刊物（The Seed Pod）、舉辦朱槿展覽、花卉選拔及朱槿論壇演講，彼此分享最新的知識，陸續向該協會註冊的朱槿品種多達7,000多種，有這些強盛的發展基礎，因此，佛羅里達州的旁塔哥達（Punta Gorda）及維諾海灘（Vero Beach）兩個城市遂遴選朱槿為市花。
- 中華民國台灣省台北市松山區區花[8]
- 中華民國台灣省台南市新化鎮鎮花[9]：台南縣新化鎮公所為打造最美麗的小鎮，廣植公開票選的鎮花「朱槿」，台南縣168縣道的中興路、經過虎頭埤到中興大學林場，沿途種植近三萬株，這條長達七公里的大道，被鎮民暱稱為「朱槿大道」，並聲稱計畫蒐集世界上百餘種朱槿，目前已買到20多種，種植在新化鎮運動公園，打算闢建為「朱槿主題公園」。

### 花语
花語：纖細美、體貼之美、永保清新之美。

### 诗词
由于朱槿花外观亮丽，中国古代有许多文人以朱槿花做为诗词内容，例如北宋名詩人蘇軾的《正月二十六日偶與數客野步嘉祐僧舍東南野》詩中就有「縹蔕緗枝出絳房，綠陰青子送春忙。涓涓泣露紫含笑，焰焰燒空紅佛桑。落日孤煙知客恨，短籬破屋為誰香。主人白髮青裙袂，子美詩中黃四娘。」內文的佛桑就是朱槿的別稱，並無混淆使用扶桑的情形。
以下列出几个以朱槿花为名的诗：
- 薛涛（唐）《朱槿花》
红开露脸误文君，司蒡芙蓉草绿云。造化大都排比巧，衣裳色泽总薰薰。
- 李绅（唐）《朱槿花》
瘴烟长暖无霜雪，槿艳繁花满树红。每叹芳菲四时厌，不知开落有春风。
- 王維（唐）《瓜園詩》
黃鸝囀深木，朱槿照中原。猶羨松下客，石上聞清猿。

### 建筑

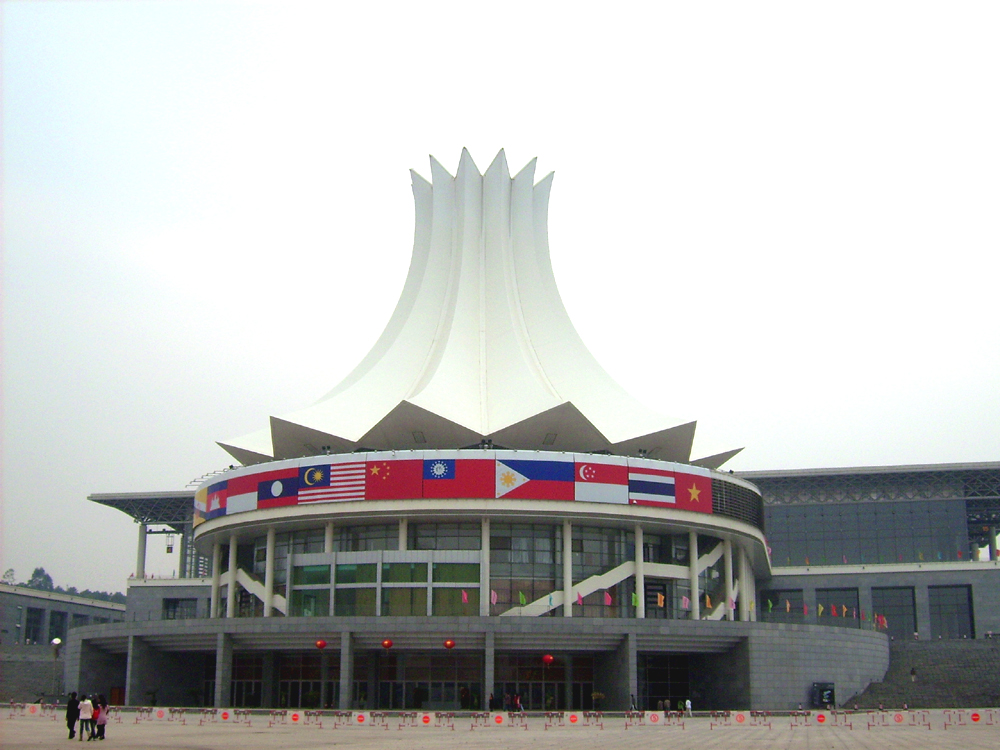
南宁国际会展中心

每年一届在南宁市举办的“中国—东盟博览会”主会场设在南宁国际会展中心，此建筑以朱槿为大穹顶造型，依山势而建，远观如一朵硕大的朱槿花盛开在漫山绿茵中。整个会展中心总投资6.5亿人民币，高约100米，建筑占地6.5万平方米，总面积11万余平方米。由于依山而建，每层展厅都是实地，即使是重型机械也可在第二、第三层展厅参展。

### 郵票
2008年3月14日，香港郵政推出主題為「香港花卉」的特別郵票，其中1元4角的郵票圖案為大紅花。

## 照片集

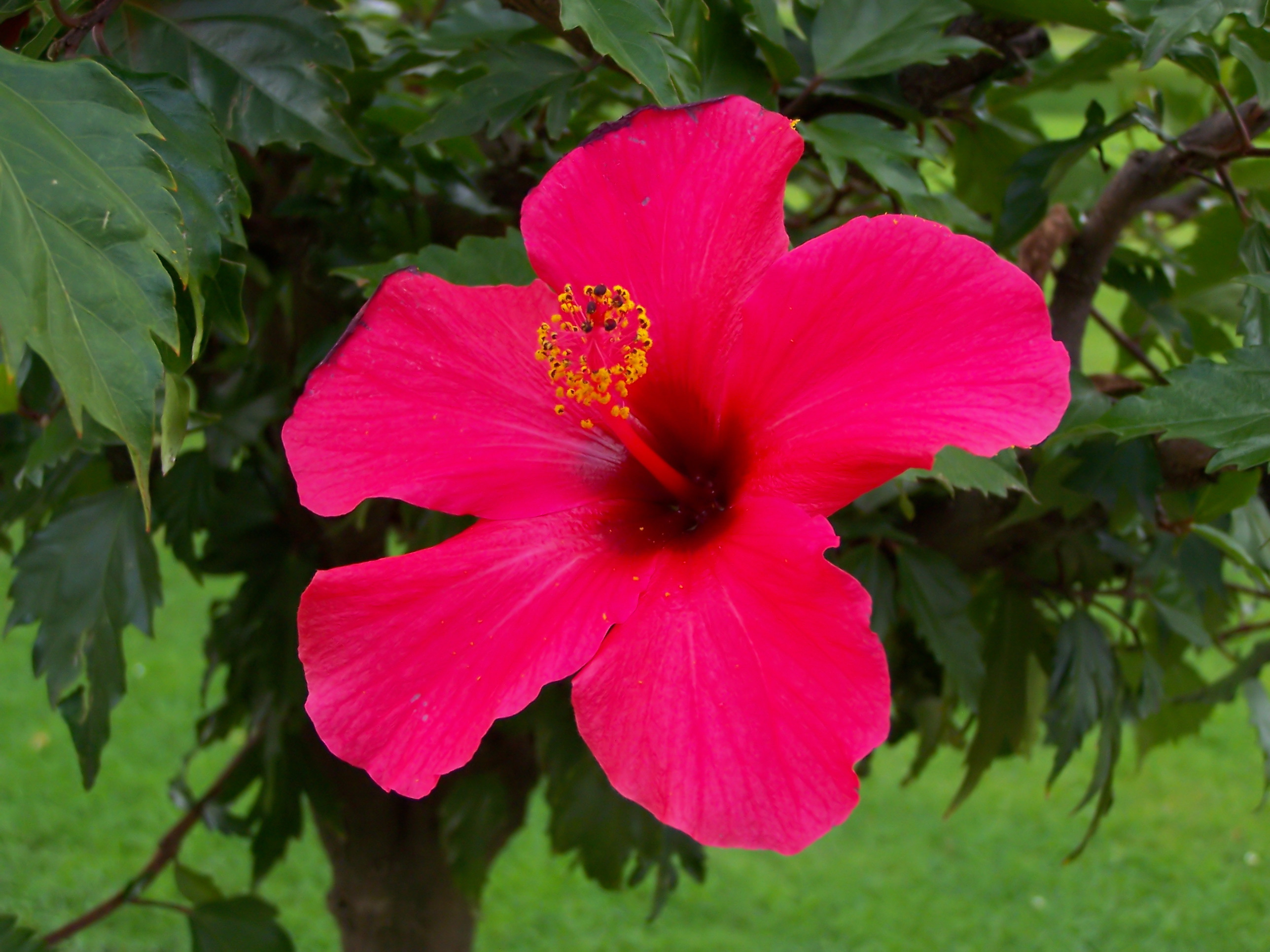
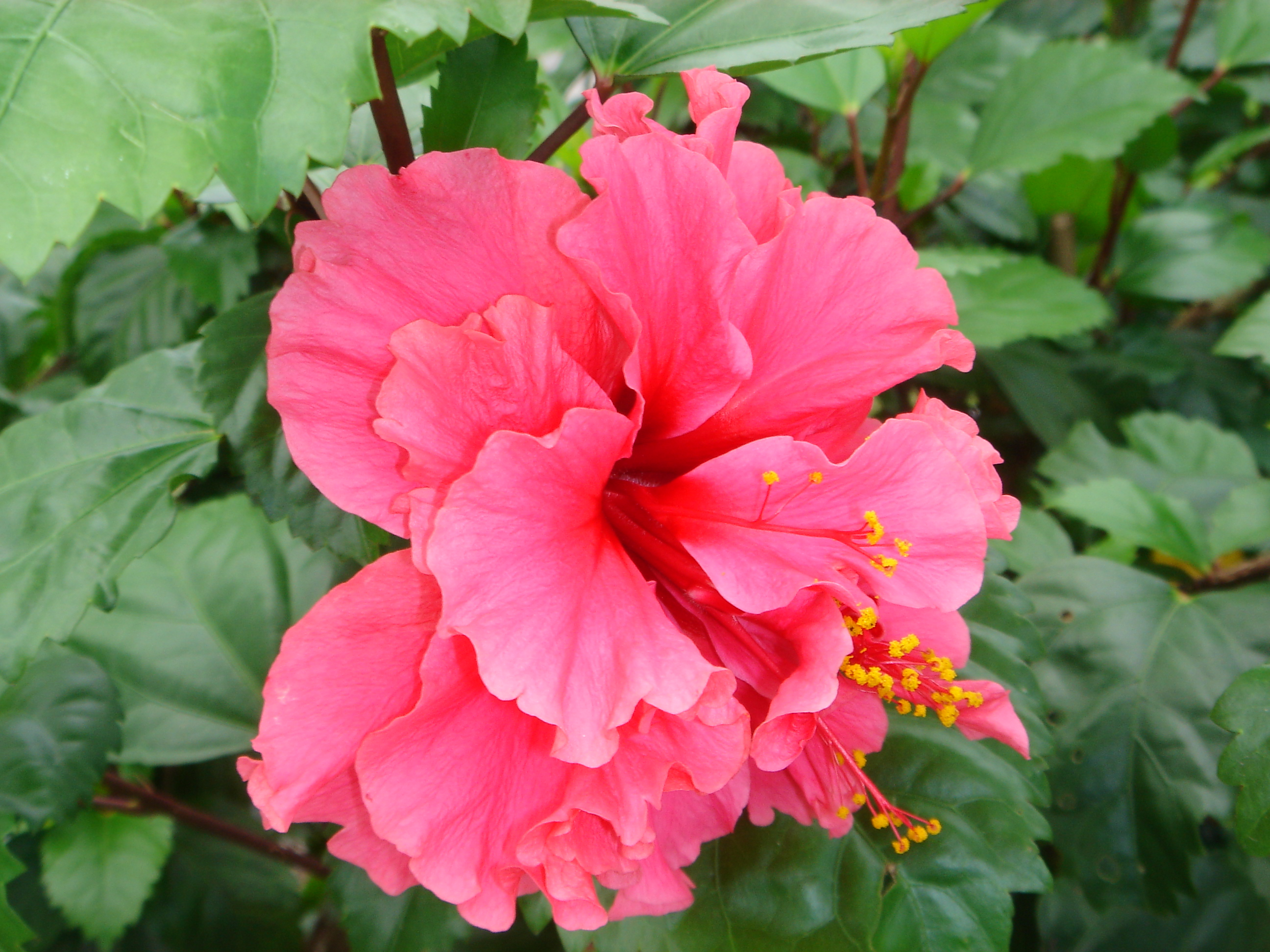
複瓣的朱槿
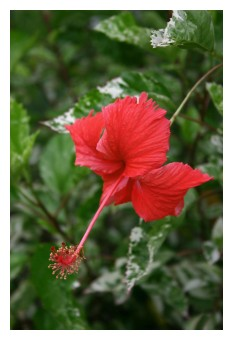
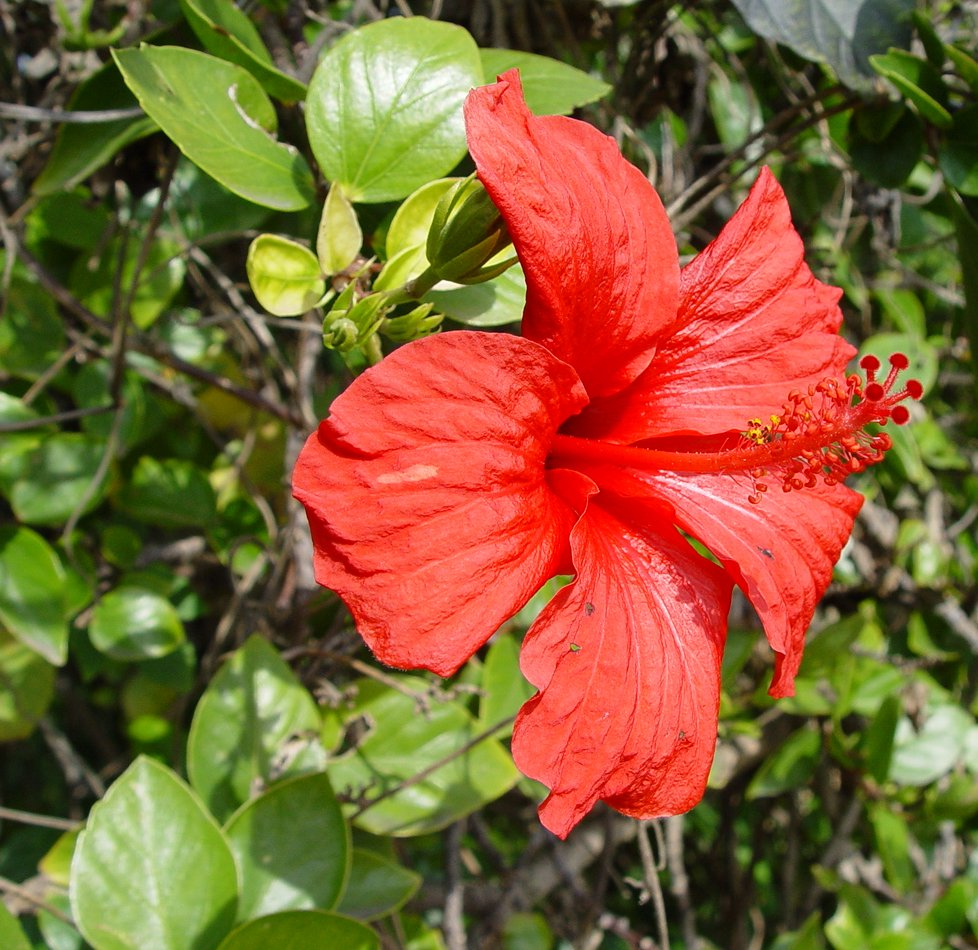
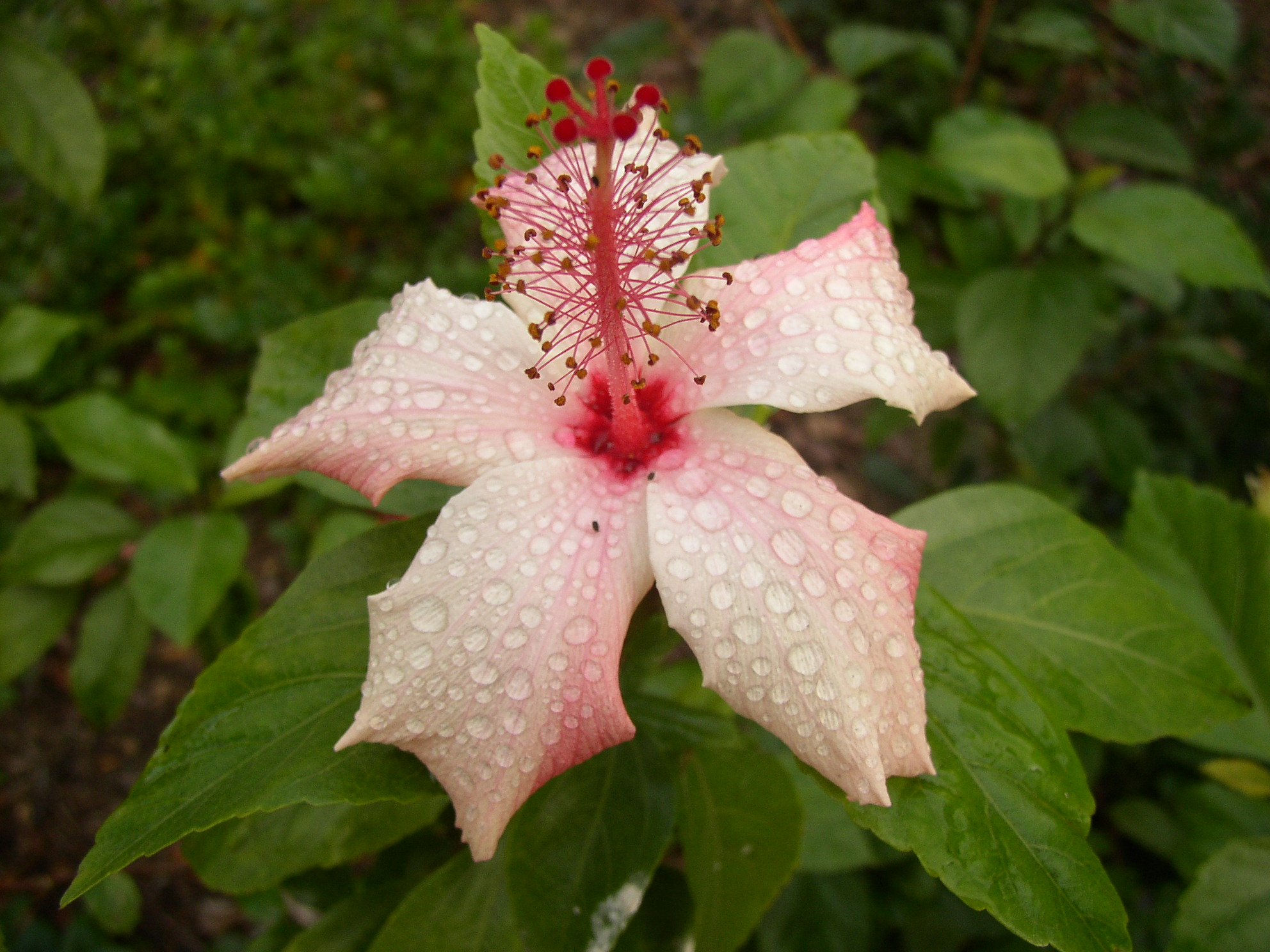
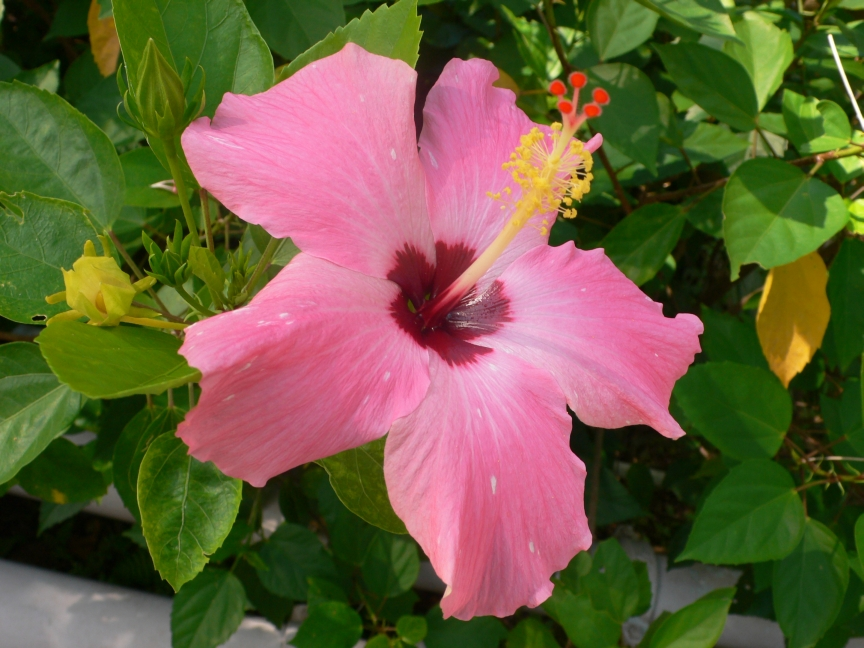
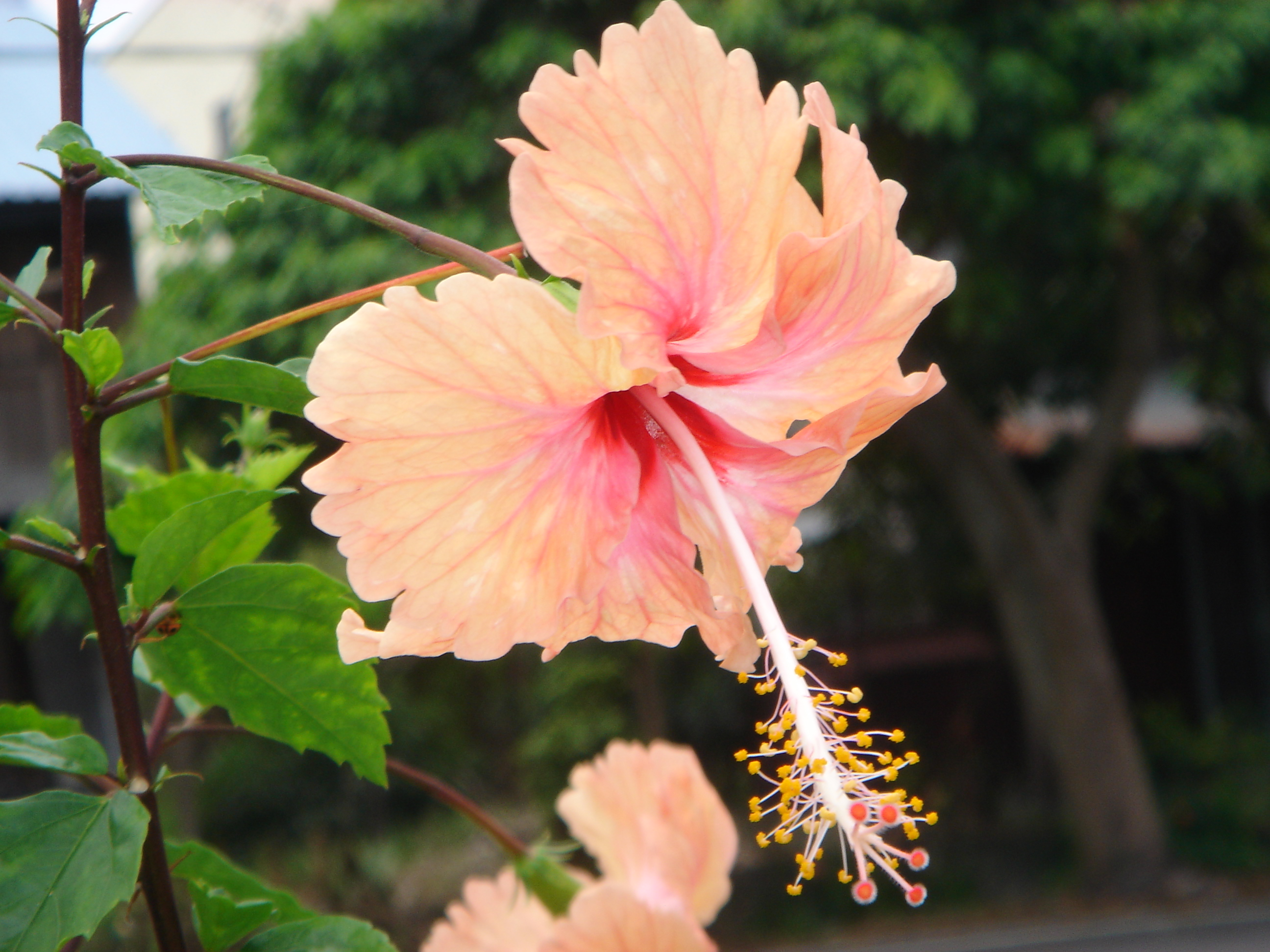
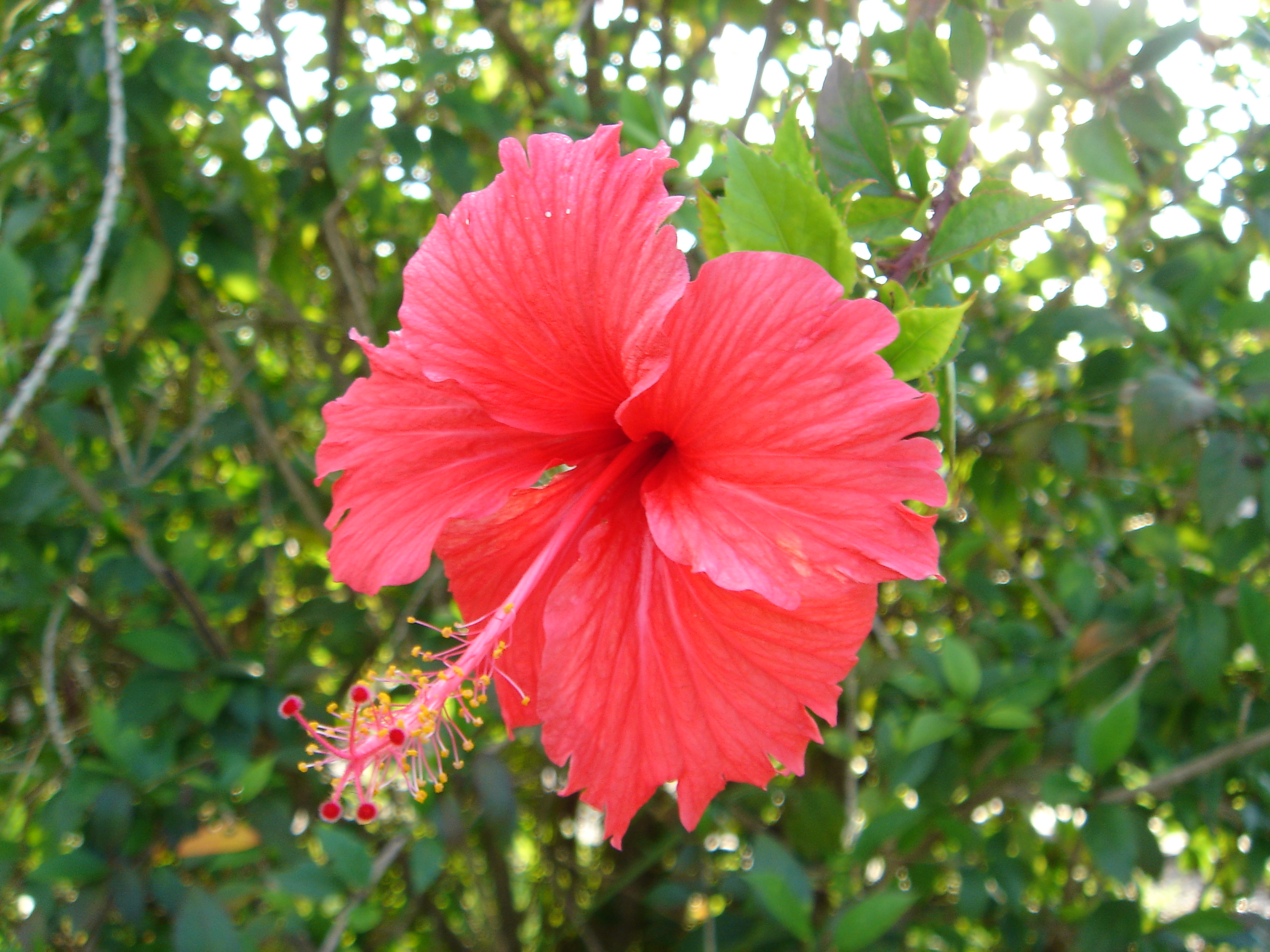
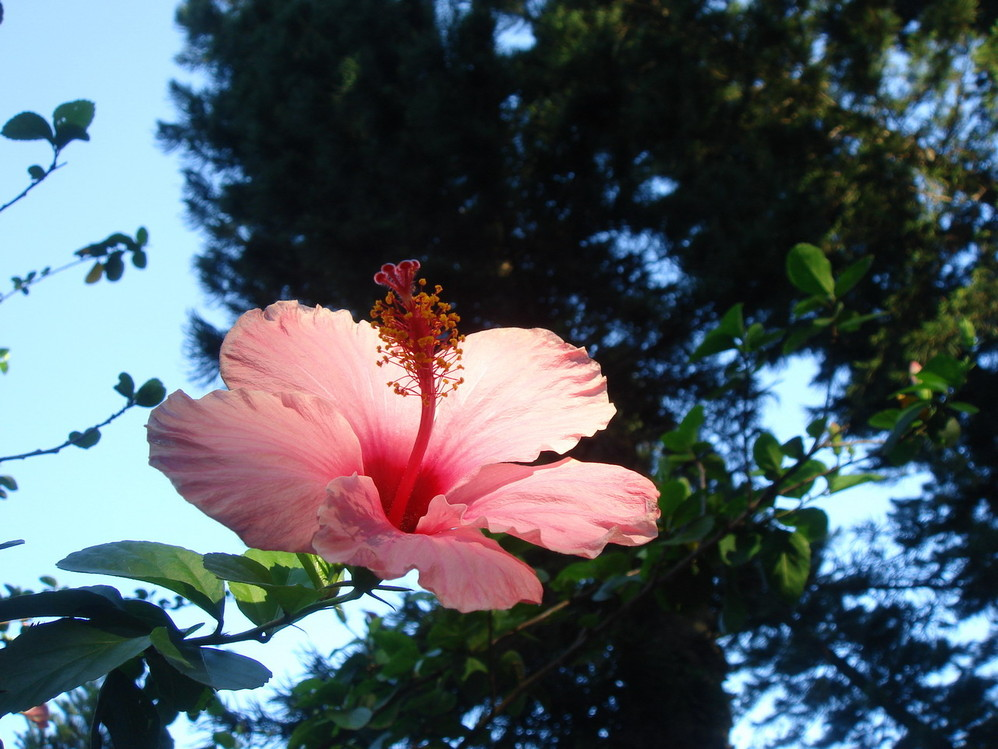
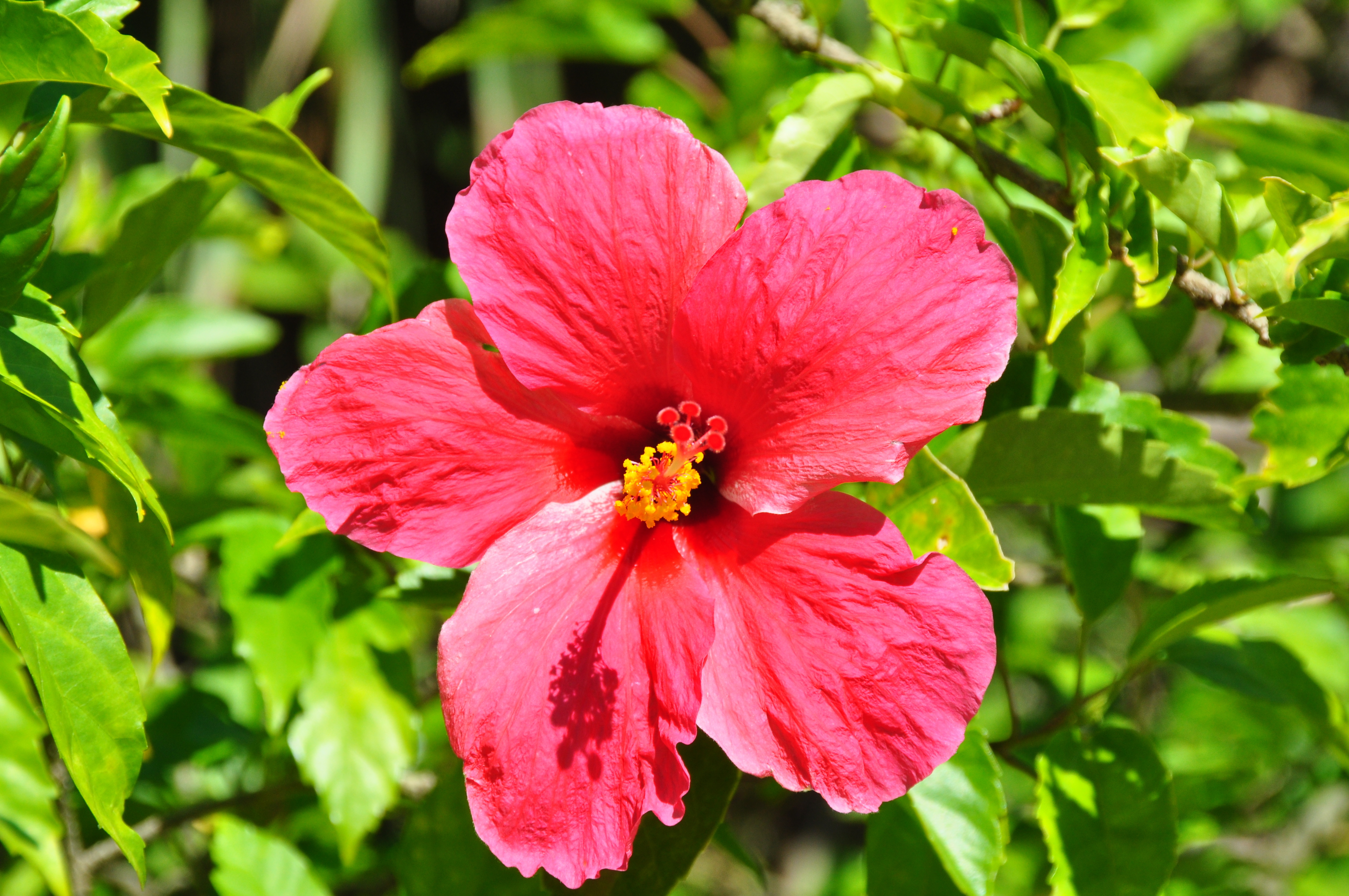
台灣平地常見的朱槿花
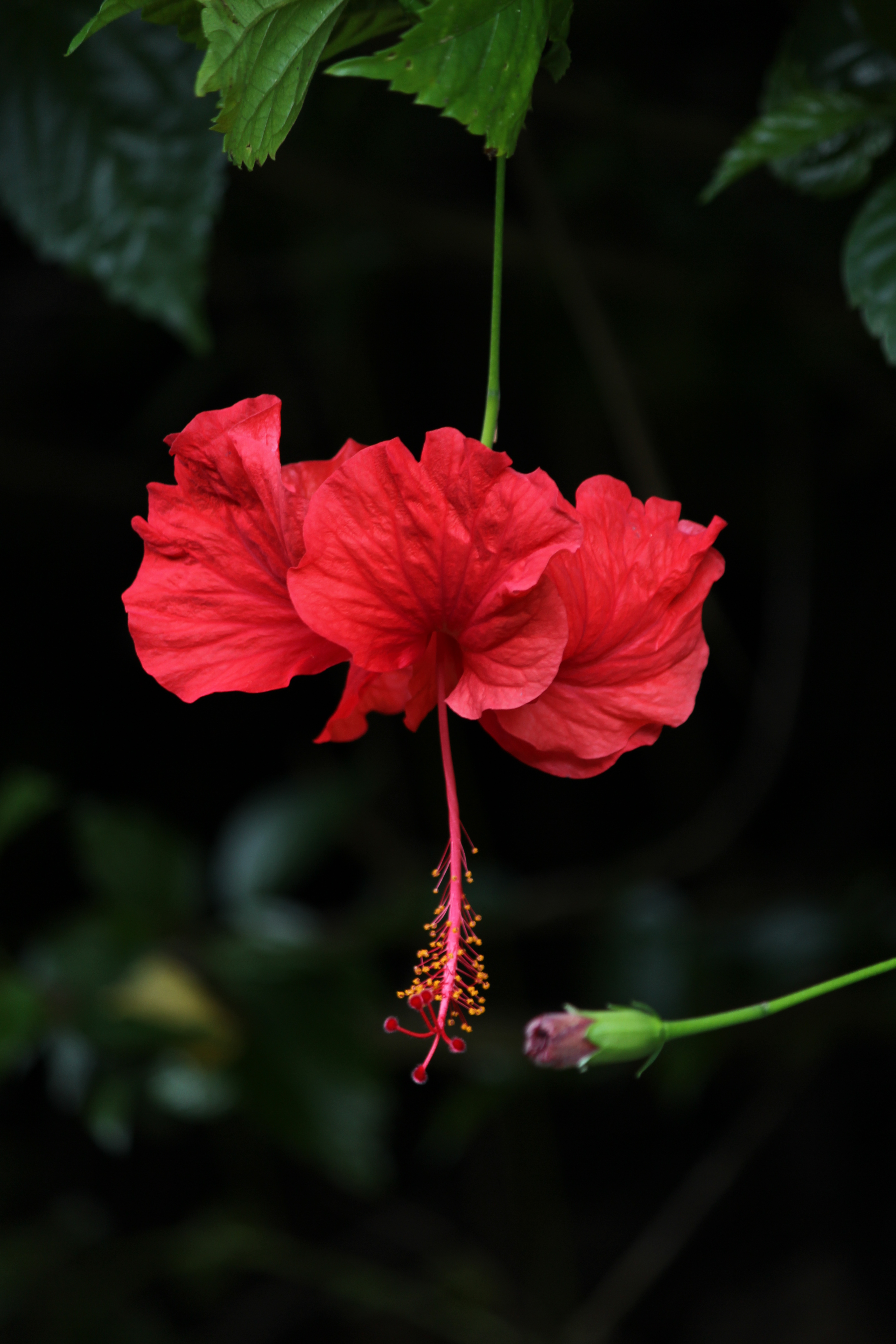
芙蓉的喀拉拉邦
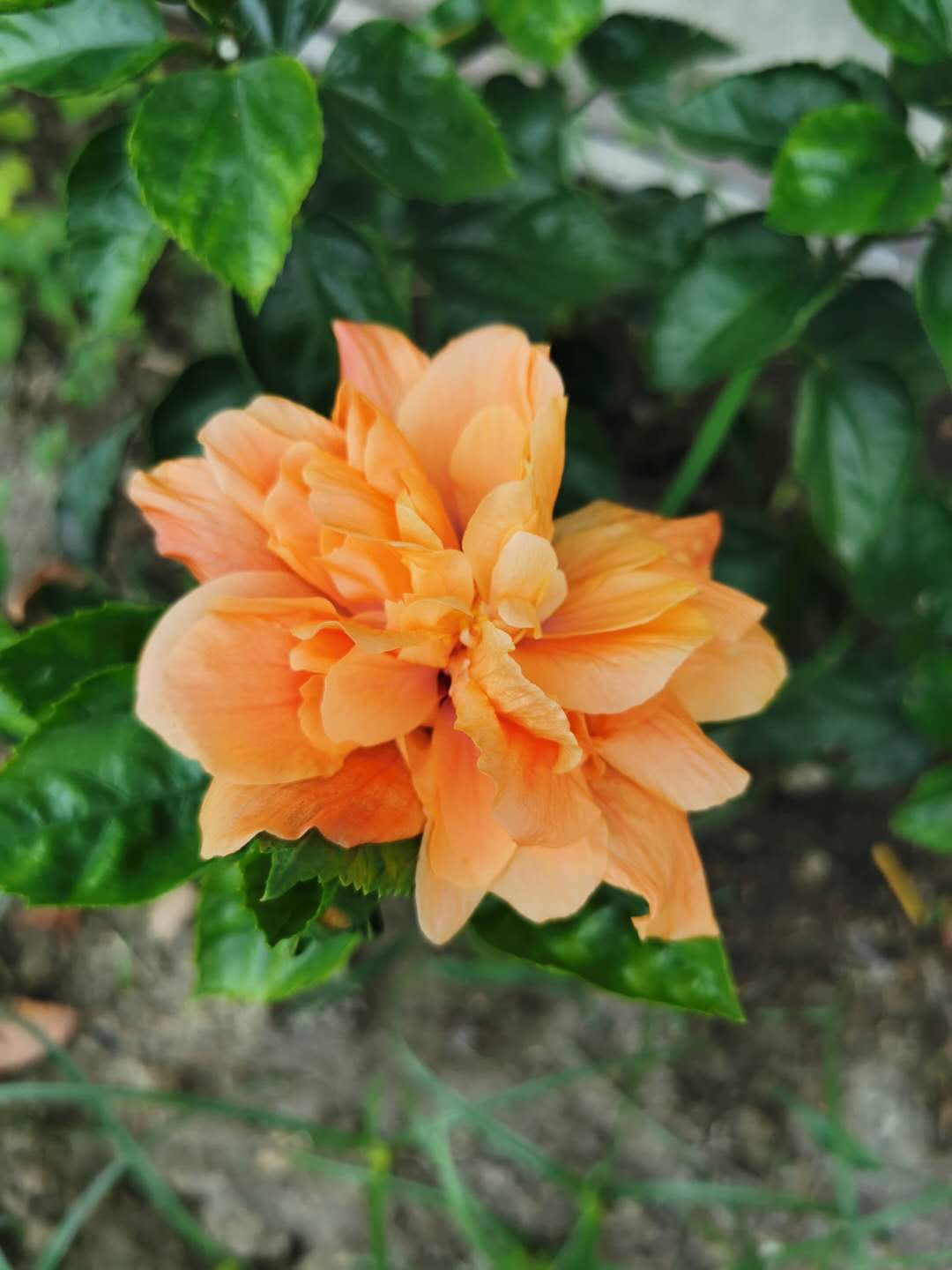
複瓣朱槿，清晨初開
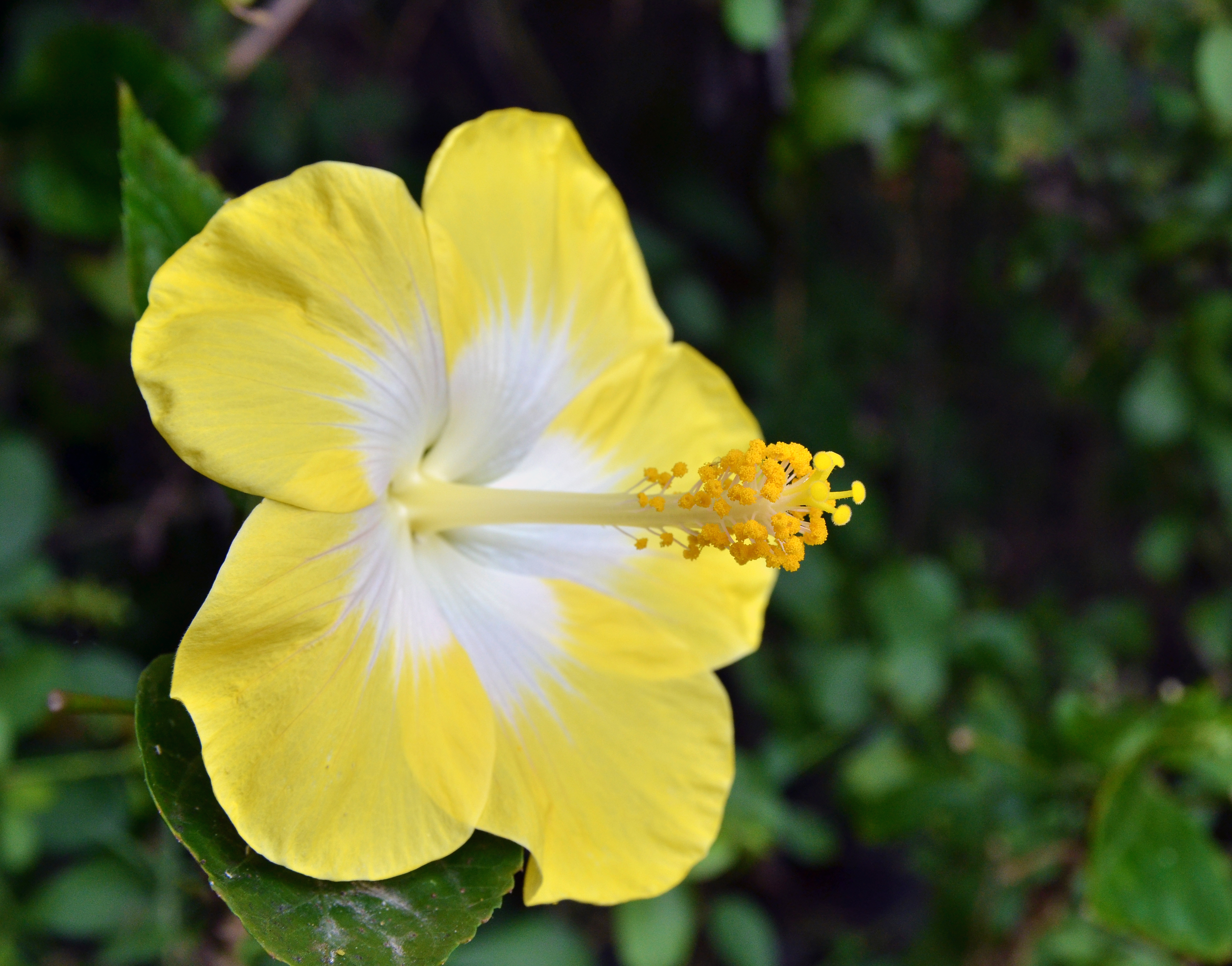
黃朱槿
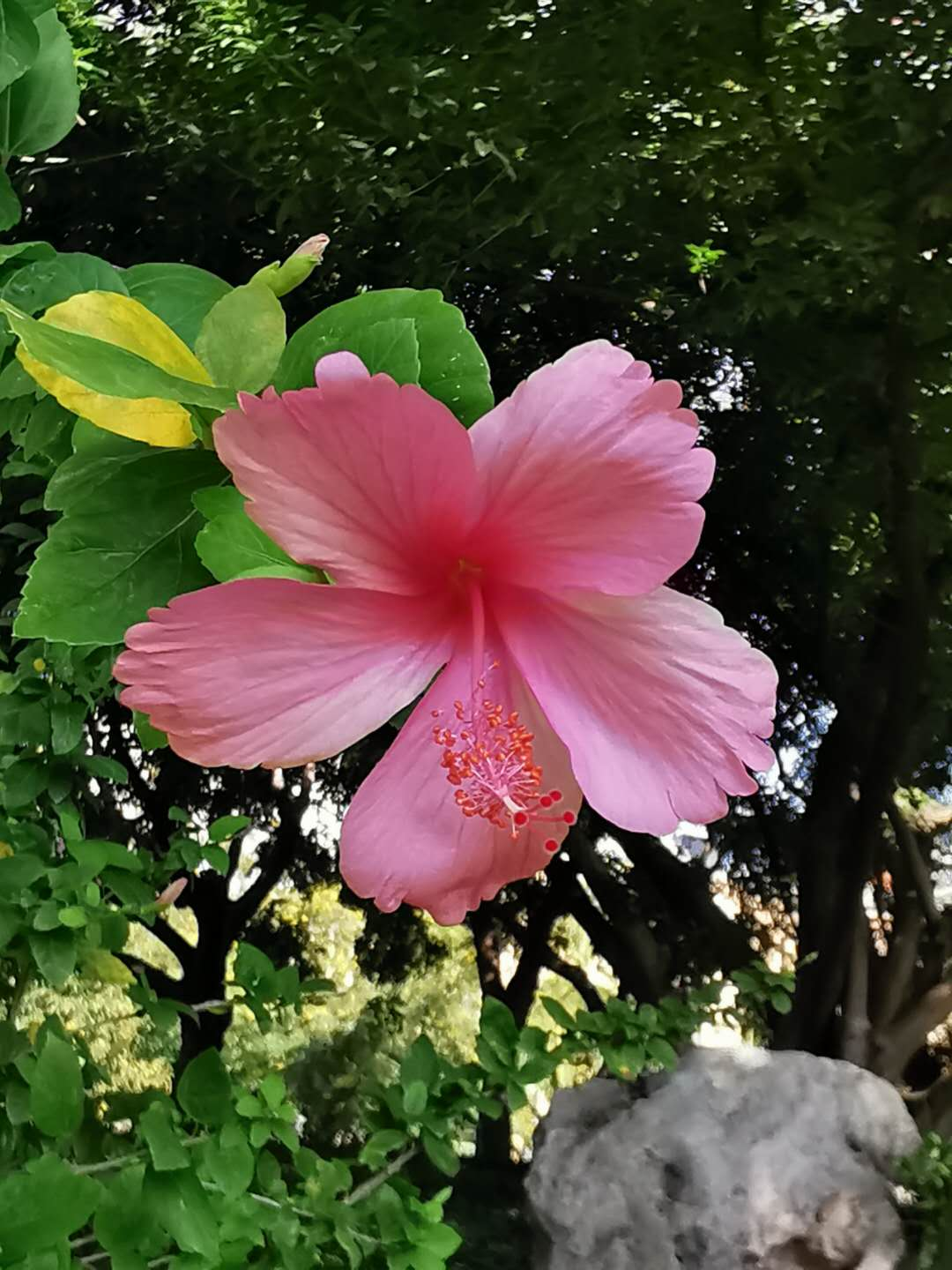
園藝栽培小種造型
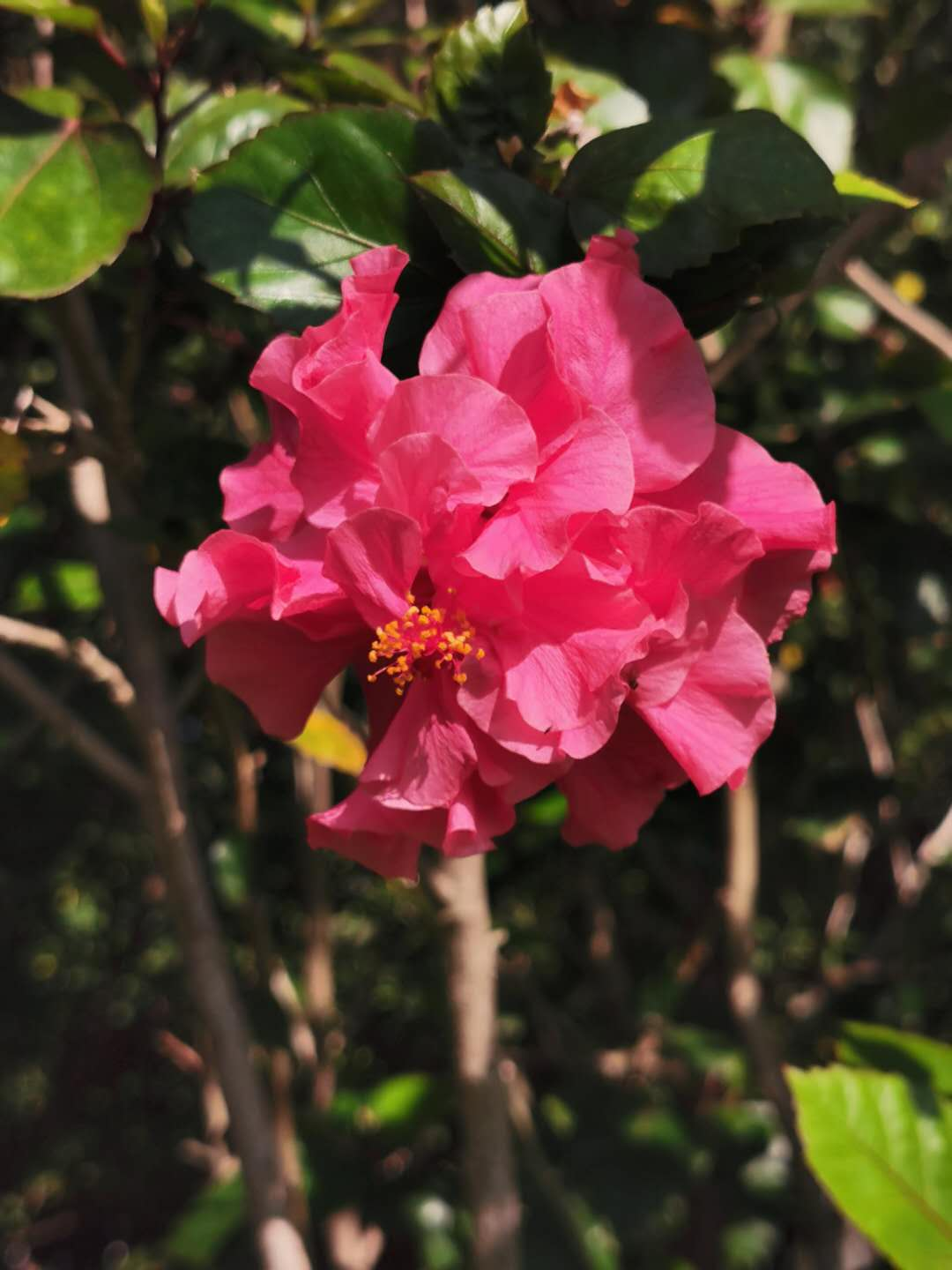
複瓣朱槿，午前
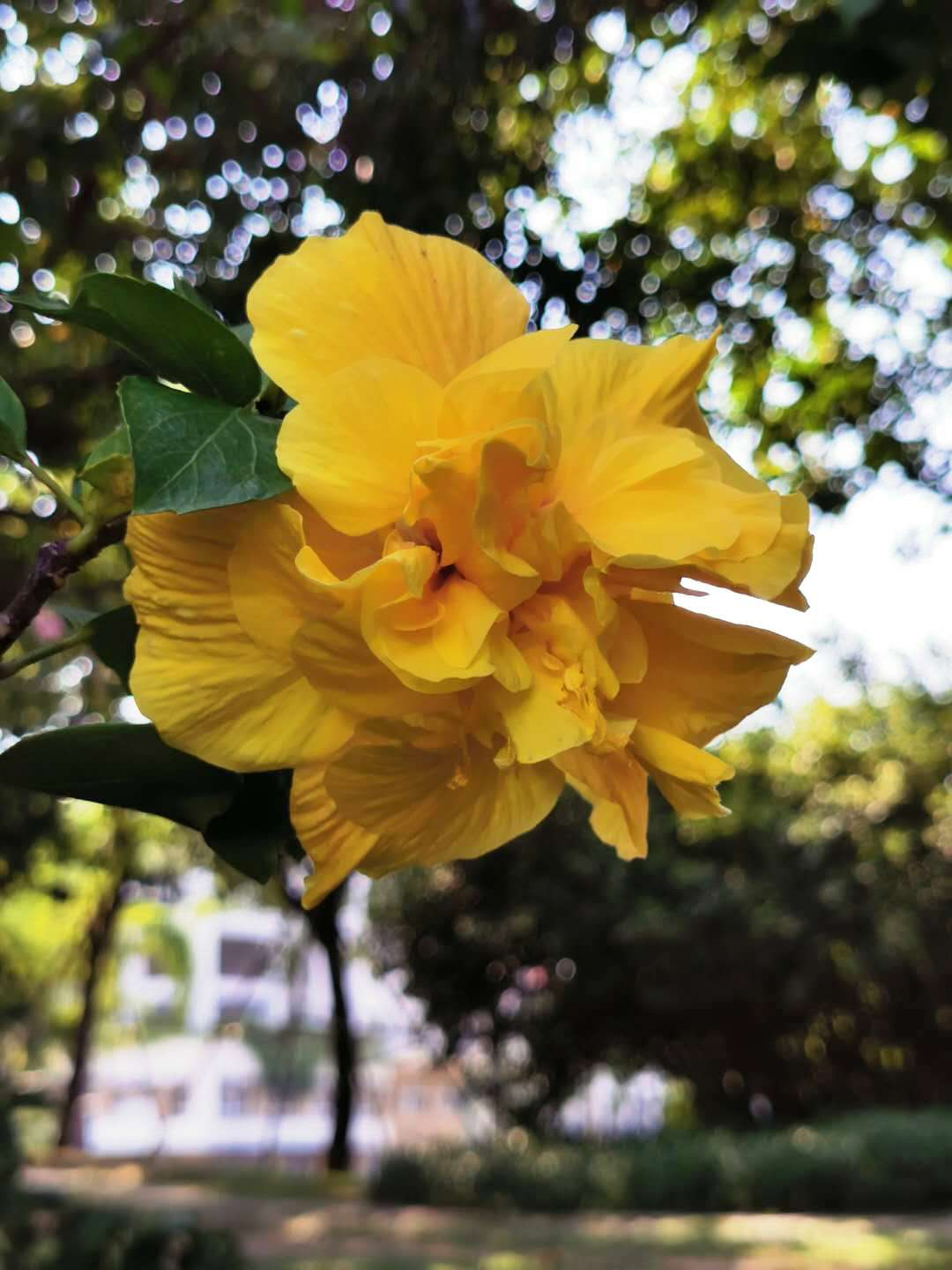
複瓣朱槿，午後

### 腳註
1. ↑  Hibiscus sinosyriacus L.H.Bailey. In: The Plant List (2013). Version 1.1. Published on the Internet; http://www.theplantlist.org/ [2018-1-13].
2. ↑  .   [2011-12-31]. （原始内容存档于2020-06-21）.
3. ↑  蕭銘凱. . 彰視新聞. 2011-07-28  [2011-12-31]. （原始内容存档于2020-11-17）.
4. ↑  .   [2014-02-27]. （原始内容存档于2020-08-15）.
5. ↑  Sections and Segregates of Hibiscus Special Supplement of Hibiscus International No. 18 （页面存档备份，存于） International Hibiscus Society
6. ↑  An AFLP-based assessment of the genetic diversity within Hibiscus rosa-sinensis and its place within the Hibiscus genus complex Scientia Horticulturae 123 (2010) 372–378
7. 1 2 3 4 5  校园植物简介：朱槿 （页面存档备份，存于）順德第一中學，2018年7月1日
8. ↑  問題與解答 （页面存档备份，存于）台北市立圖書館，2010年10月13日
9. ↑  七月花語 扶桑 熱情、清新五夢網站，2013年2月25日
10. ↑  .   [2008-03-14]. （原始内容存档于2008-03-09）.

### 其他
- 《南方草木狀》（西晉）嵇含
- 《本草纲目》（明）李时珍
- 《廣東新語》（清）屈大均
- 朱槿[永久]
- 朱槿 （页面存档备份，存于）
- 树中主题网[永久]
- 国立中国医药研究所（台湾网）
- 高县历史（参考县花部分）
- 扶桑花
- Bunga Raya）马来文维基2007年3月30日版本
- Bunga Raya（allmalaysia.info）
- Chinese Hibiscus （页面存档备份，存于）

## 延伸阅读
[在维基数据编辑]
 《欽定古今圖書集成·博物彙編·草木典·扶桑部》，出自陈梦雷《古今圖書集成》
 《植物名實圖考·佛桑》，出自吳其濬《植物名實圖考》